# Hans-Jürgen Greif

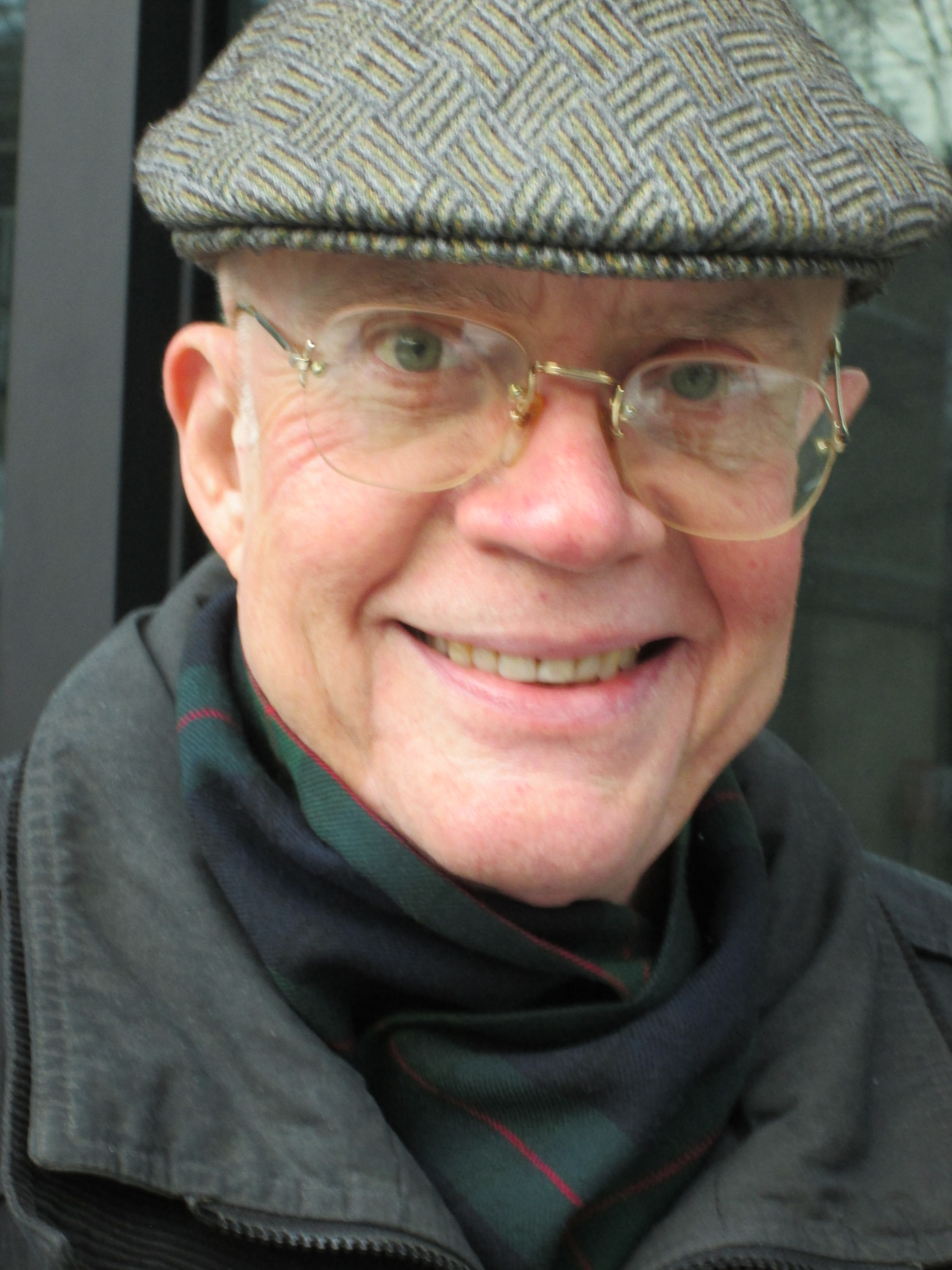
Hans-Jürgen Greif am 20. Dezember 2015

Hans-Jürgen Greif (* 27. November 1941 in Völklingen, Saarland) ist ein freischaffender Schriftsteller, Professor emeritus für französische und deutsche Literatur des 19. Jahrhunderts. Er unterrichtet deutsche Phonetik am Musikkonservatorium der Stadt Québec.

## Biografie
Sein Studium der Romanistik, Germanistik, Vergleichender Literaturwissenschaft, der Philosophie und Pädagogik schloss Hans-Jürgen Greif 1967 mit einer Dissertation in italienischer Literatur des Risorgimento an der Universität des Saarlandes ab. 1969 folgte er dem Ruf der Universität Laval von Québec, an der er 35 Jahre lang französische, deutsche und, zu Beginn, italienische Literatur unterrichtete, mit dem Schwerpunkt 19. Jahrhundert. Im November 2007 wurde er zum Professor emeritus der Universität Laval ernannt. Im März 2011 ehrte ihn diese Universität für seine Tätigkeit als freischaffender Künstler.
Seit Beginn seiner Tätigkeit an der Universität Laval arbeitete er mit den Gesangsstudenten am Musikkonservatorium Québecs. 2006 gründete er die Stiftung Hans-Jürgen-Greif, die jährlich dem besten Abschlussstudenten ein Jahresstipendium bietet.
Er ist Autor zahlreicher Artikel zur französischen und deutschsprachigen Literatur und hat hunderte von Buchkritiken in Fachzeitschriften veröffentlicht. Darüber hinaus sind von ihm in beiden Sprachen Essays, Novellensammlungen und Romane erschienen. Mehrere seiner Bücher wurden ins Französische, Englische, Spanische, Deutsche, Polnische und ins Tamil übersetzt.

## Bibliografie (Auswahl)

### Essays, Sammlungen und Romane
- Das Thema des Todes in der Dichtung Ugo Foscolos. Dissertation, Universität des Saarlandes, Saarbrücken 1967
- Huysmans A Rebours und die Dekadenz. Essay. Bouvier, Bonn 1971
- Zum modernen Drama. Essay. Bouvier, Bonn 1973 (2. Aufl. 1975)
- Siegfried Lenz: Das szenische Werk. Essay, mit Wilhelm Johannes Schwarz.[2] Francke, Bern 1974
- Christa Wolf: „Wie sind wir so geworden, wie wir heute sind?“ Essay. Peter Lang, Bern 1978
- Kein Schlüssel zum Süden. Gedanken zur arabischsprachigen Kultur Bläschke, St. Michael 1984
- L´autre Pandore. Leméac, Quebec 1990
- Literatur in Québec – Littérature québécoise – 1960–2000. Anthologie, Hg. mit François Ouellet. Synchron Wissenschaftsverlag, Heidelberg 2000
  - frz. Fass. La littérature québécoise 1960–2000. L'Instant même, Québec 2004
- Orfeo. roman. (in Französisch) Dimedia, Saint-Laurent 2003 ISBN 9782895028338 (über Orpheus)
  - Übers. Fred A. Reed: Orfeo. (Englisch) Véhicule Press, Montréal 2008 ISBN 978-1-55065-231-4[3]
- Mit Guy Boivin: La Bonbonnière. Jugendbuch. Verlag Les 400 Coups (Sparte: Jeunesse), Montreal 2008, ISBN 2845960921 (über die Sippe der Boiteau in Quebec)
- Das Urteil. Der Maler Niklaus Manuel Deutsch in den Wirren der Reformation. Roman. (Le jugement, übersetzt vom Autor), Stämpfli, Bern 2011, ISBN 978-3-7272-1209-3
- Auf leisen Pfoten. Elf Novellen (Le chat proverbial, übersetzt vom Autor), Berlin Verlag, Berlin 2015, ISBN 978-3-8333-1033-1

### Novellen, Erzählungen und Kurzgeschichten in Anthologien und Zeitschriften mit Lektürekomitee
- Die eifersüchtigen Liebhaber, in: Von Katzen und Menschen. Anthologie. Julia Bachstein (Hrsg.), Frankfurter Verlagsanstalt, Frankfurt am Main, 1990, S. 89–112; wieder in: Phantastisch diese Katzen! Rudolf Helmut Reschke (Hrsg.), Bertelsmann, Gütersloh 1994, S. 173–185.
- Kleider machen Bücher, in Das Buch der geheimen Leidenschaften. Anthologie, Julia Bachstein (Hrsg.). Frankfurter Verlagsanstalt, Frankfurt 1991, S. 36–48.
- La souricière, aus Solistes, in Ahornblätter, 10, Marburger Beiträge zur Kanada-Forschung, Philipps-Universität Marburg 1997 ISBN 3-8185-0224-2, S. 17–35.
- Frontières, in Villa Europa, 5, 2014, Valérie Deshoulières, Cornelia Schmidt (Hrsg.), Universaar (Presses universitaires de la Sarre), Saarbrücken, ISSN 2190-7838 Online ISSN 2190-7811 Print, S. 67–70.

## Auszeichnungen, Preise
- 2004 – Erster Preis Prix de création littéraire Bibliothèque de Québec – Salon international du livre de Québec, Sparte Erwachsenenliteratur, für Orfeo
- 2009 – Ernennung zum Commandeur der Stiftung der Universität Laval
- 2011 – Preisträger der Hommage aux créateurs, Universität Laval
- 2014 – Erster Preis: Prix de création littéraire Bibliothèque de Québec – Salon international du livre de Québec, Sparte Erwachsenenliteratur, für La colère du faucon
- 2014 – Ernennung zum Chevalier des Ordre des Palmes Académiques in Frankreich (4. Juli 2014)[4]
- 2016 – Ernennung zum Chevalier du Cercle du recteur de l'université Laval (5. Januar 2016)[5]
- 2016 – Erster Preis: Prix de création littéraire Bibliothèque de Québec – Salon international du livre de Québec, Sparte Erwachsenenliteratur, für Le photographe d'ombres[6]

## Festschrift
- Habiter la littérature. Mélanges offerts à Hans-Jürgen Greif. L'instant même, Québec 2016 ISBN 978-2-89502-374-6